# Dzikan zaroślowy
Dzikan zaroślowy (Potamochoerus larvatus) – gatunek ssaka z rodziny świniowatych, jeden z dwóch gatunków swego rodzaju obok dzikana rzecznego. Występuje w Afryce, także na Madagaskarze. Wyróżnia się od 3 do 5 podgatunków. Wszystkożerny, łatwo się adaptuje. Żyje w grupach liczących 6–12 zwierząt, w tym dominujący samiec. Szybko się rozmnaża, rozród trwa cały rok, w miocie 3–4 prosięta. Nie zagraża mu wyginięcie.

## Genetyka
Kariotyp liczy 34 chromosomy. Tyle samo ma dzikan rzeczny. Jest to mniej niż u pewnych innych przedstawicieli rodziny, zwłaszcza z rodzaju świnia, dysponujących 36–38 chromosomami.

## Budowa

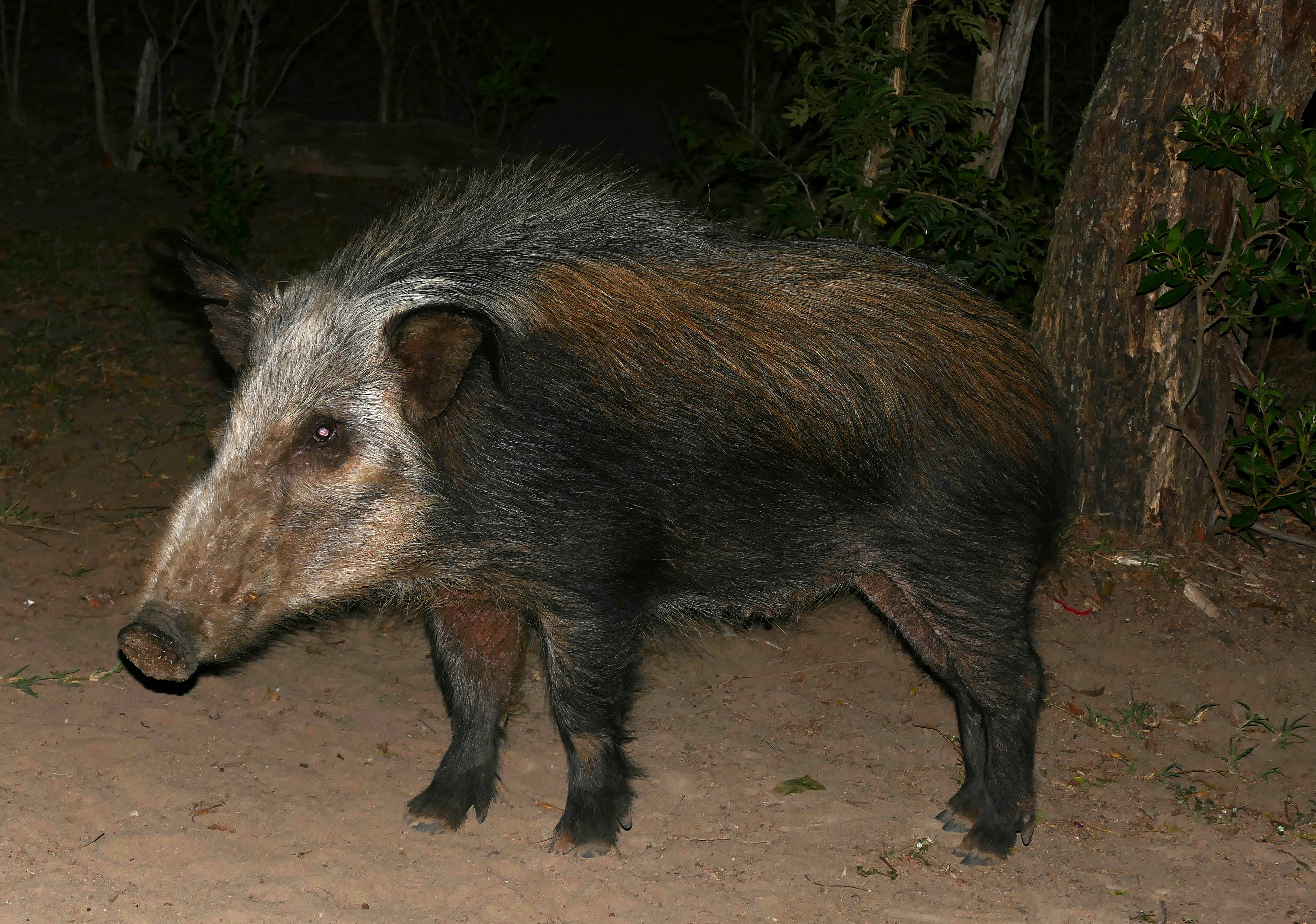
Głowa ubarwiona jest jaśniej od tułowia. Na zdjęciu locha.

Długość głowy i tułowia wynosi 100–150 cm, długość ogona od 30 do 40–43 cm. Wysokość w kłębie wynosi od 55 do 80–88 cm. Dzikan zaroślowy waży od 50–54 do 115 kg. Osiąga więc podobną wielkość i masę, co dzikan rzeczny, ustępując istotnie większemu dzikaczowi leśnemu.
Meijaard i inni opisują dzikana zaroślowego jako zwierzę o zwartym ciele o zaokrąglonym grzbiecie na krótkich kończynach. Pysk ma wydłużony, u dorosłego samca z kostnymi grzbietami i modzelami. Długość samczej czaszki zmienia się zależnie od podgatunku. Wzór zębowy obejmuje po 3 siekacze w szczęce i połówce żuchwy, pojedynczy kieł, 4 przedtrzownowce górne i 3 dolne oraz w końcu po 3 trzonowce. Ciosy szczęki są niewielkie, osiągając średnio 7,6 cm długości, nie dorównując żuchwowym, ostrym jak brzytwa i dorastającym od 9 do 16,5 cm. Skórę porasta rzadkie, ale długie futro zróżnicowanego koloru. Zależy on od płci, wieku i miejsca, a także od indywidualnych cech osobniczych dzikana. Kolor bywa jasny, bladoczerwony, rudawy, ciemnobrązowy bądź bliski czerni. Stanowił podstawę wyróżnienia licznych miejscowych ras. Na twarzy jest jaśniejszy z białymi znaczeniami. Grzbiet zdobi szarawobiały grzebień. Samica nosi na tułowiu sześć par sutków. Ogon wieńczy kępka włosów.

## Systematyka
Nowy gatunek opisany został przez Frédérica Cuviera w 1822. Autor zaliczył go do rodzaju Sus, czyli świnia. Jako miejsce typowe podano Madagaskar. Późniejsi autorzy umieścili go natomiast w innym rodzaju Potamochoerus, czyli dzikan, kreowanym przez Graya w 1854.
Dzikan zaroślowy należy do rodziny świniowatych (Suidae), obejmującej 18 współczesnych gatunków. W obrębie tej rodziny podrodzina Suinae pojawiła się w epoce miocenu. Podzieliła się ona później na kilka plemion, w tym Suini i Potamochoerini, a także wymarłe Hippomyini czy Phacochoerini. Status Babirusini jest niejednoznaczny, niekiedy wyłącza się je w ogóle ze świniowatych. Plemię Potamochoerini obejmuje wymarłe rodzaje Kolpochorus i Propotamochoerus oraz współczesne dzikan (Potamochoerus) oraz dzikacz, czyli Hylochoerus, z jednym gatunkiem dzikacz leśny. Dzikan obejmuje natomiast dwa gatunki: dzikan zaroślowy i dzikan rzeczny.
Podział na podgatunki nie jest pewny. Niekiedy wymieniane są 3 podgatunki kontynentalnej Afryki:
- Potamochoerus larvatus hassama Heuglin, 1863,
- Potamochoerus larvatus koiropotamus Desmoulins, 1831,
- Potamochoerus larvatus somaliensis De Beaux, 1924.

Kiedy indziej wymienia się także 2 podgatunki madagaskarskie:
- Potamochoerus larvatus larvatus (F. Cuvier, 1822),
- Potamochoerus larvatus hova Lönnberg, 1910.

## Tryb życia

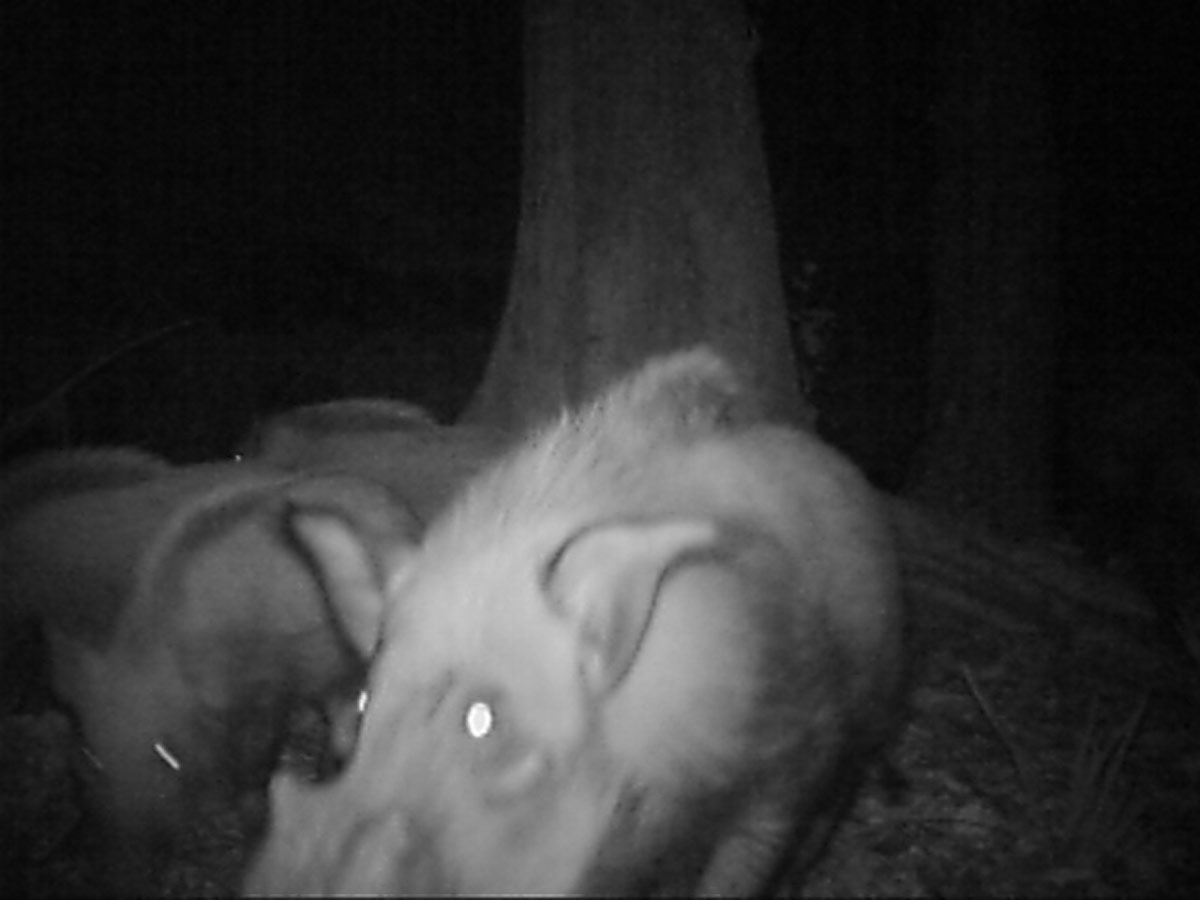
Dzikan zaroślowy jest aktywny nocą

Dzikan zaroślowy wiedzie stadny tryb życia, jak swoi krewniacy. W grupie znajduje się od sześciu do dwunastu zwierząt. Należy do nich pojedynczy dorosły samiec, któremu towarzyszy jedna bądź kilka loch wraz z urodzonymi przez nie młodymi. Obce samce są agresywnie przeganiane przez dominującego samca. Grupa taka zajmuje od 3 do 10 km², zagęszczenie populacji wynosi od 0,3 do 10,1 osobnika na km².
Aktywność dzikana zaroślowego przypada na noc, nie licząc chłodniejszych miesięcy w obrębie chłodniejszych terenów na południu kontynentu, gdzie zwierzę podejmuje aktywność za dnia, kiedy to jest cieplej. W dzień zazwyczaj jednak dzikan zaroślowy wypoczywa, leżąc wśród gęstej roślinności. Może sporządzać sobie gniazdo, na miejsce takie wybiera chłodniejszą część swego areału. Lubianą przez dzikana zaroślowego aktywnością jest wylegiwanie się w bajorkach, od czego nie stronią i inne świniowate. Ociera się także o drzewa. Świetnie pływa, potrafi też szybko biegać. Dziennie przemierza od 0,5 do 6 km.

### Cykl życiowy

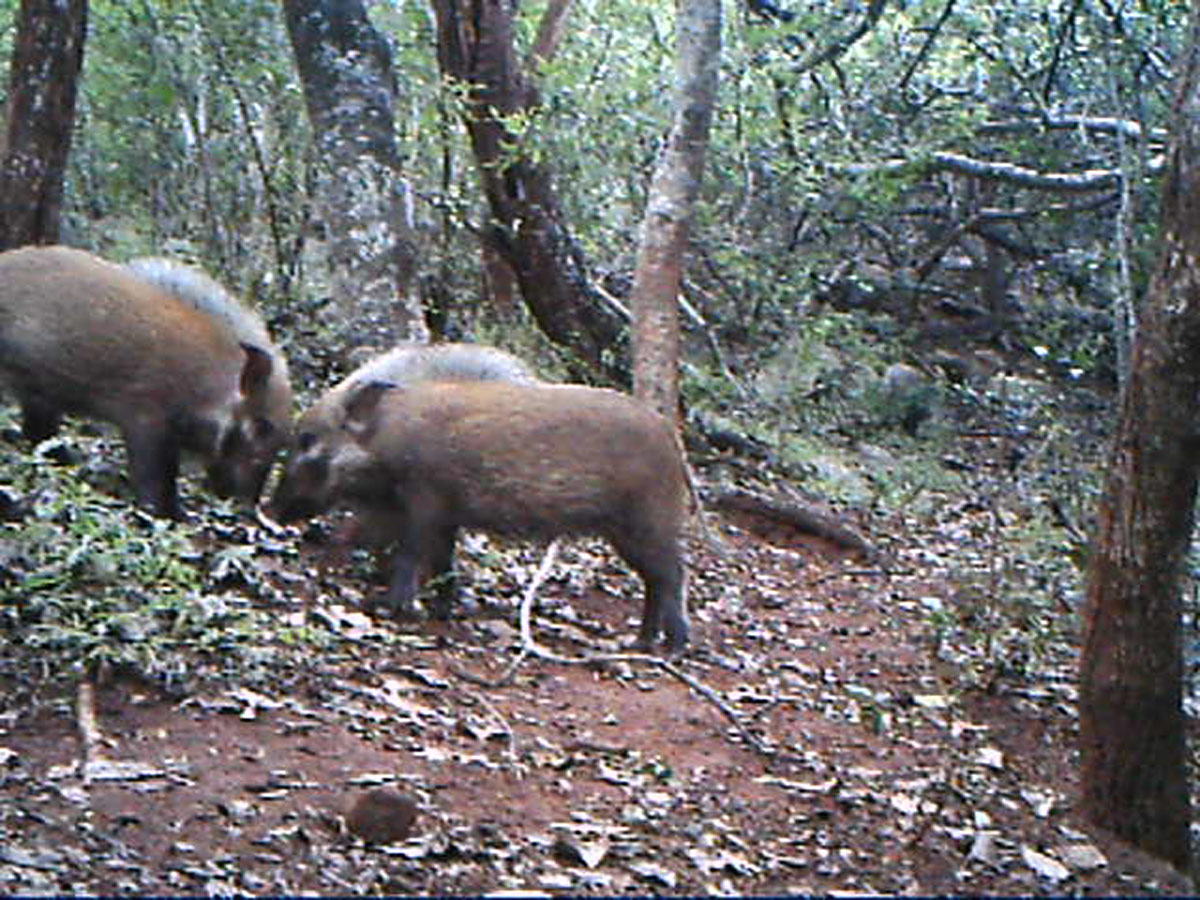
Prosięta dzikana zaroślowego

Świniowate słyną z szybkiego rozrodu. Od tej cechy nie stanowi wyjątku i dzikan zaroślowy. Przedłuża on gatunek przez cały rok, aczkolwiek można zauważyć pewien szczyt urodzeń na przełomie pory suchej i deszczowej. Ciąża trwa od 120 do 127 dni. Przed porodem matka oddala się od swego stada, kryjąc się w norze bądź zagłębieniu, gdzie sporządza gniazdo. Miot liczy najczęściej 3–4 prosięta. Noworodek jest brązowy, jego grzbiet zdobią podłużne pasy bądź bledsze plamy. Pasiaste ubarwienie młodych występuje u wielu innych świniowatych. Waży od 700 do 800 g. Matka karmi go piersią przez 2–4 miesiące. W razie zagrożenia aktywnie i agresywnie broni swe młode, uderzając ryjem czy czołem. W przeciwieństwie do innych świniowatych aktywnie broni ich także samiec.
Dojrzałość płciowa następuje w wieku od 18 do 21 miesięcy, a więc podobnie bądź nieco szybciej niż u dzikana rzecznego. Dojrzewające samce są przeganiane z grupy rodzinnej, w przeciwieństwie do pozostających na tych samych terenach samic.
Dzikan zaroślowy dożywa 20 lat, a więc więcej niż dzikan rzeczny.

## Rozmieszczenie geograficzne
Dzikan zaroślowy żyje w Afryce, podobnie jak dzikan rzeczny, dzikacz leśny czy guziec obu gatunków. Podgatunek nominatywny opisywano z Madagaskaru (północny zachód wyspy) i Majotty. P. l. hova podawano natomiast ze wschodniej części Madagaskaru. Niemniej status systematyczny madagaskarskich populacji dzikana zaroślowego jest niepewny. Wschodnią Afrykę (Etiopia, Sudan Południowy, wschód Demokratycznej Republiki Konga, Uganda, Rwanda, Burundi, Tanzania, Kenia) zamieszkuje podgatunek P. l. hassama. Podgatunek P. l. koiropotamus zasiedla lewy brzeg dolnej rzeki Kongo, podawany jest z krajów takich jak DRK (południe kraju), Zambia, Mozambik, Malawi, Zimbabwe, Botswana, Południowa Afryka i Eswatini. Z kolei P. l. somaliensis ma bardziej ograniczony zasięg występowania, obecny tylko w Somalii i na północnym wschodzie Kenii, nad rzekami Tana, Uebi Szebelie i Dżuba. Ponadto dzikan zaroślowy żyje także na Komorach, gdzie został introdukowany, podobnie jak na Madagaskarze. Przeniesiono tam zwierzęta ze wschodu kontynentu.

## Ekologia
Dzikan zaroślowy zasiedla szeroki wachlarz siedlisk, zamieszkując lasy i otwarte tereny z drzewami, ale też busz i zarośla, także suche. Sięga od poziomu morza do wysokości 4000 m, woli jednak dna dolin o miękkiej glebie i bujnej roślinności. Zasiedla Kilimandżaro, wzgórza Wielkiego Rowu Zachodniego i Wyżyny Abisyńskiej. Preferuje gęstą roślinność. Ponadto różne podgatunki zasiedlają inne siedliska. Podczas gdy P. l. somaliensis bytuje w lasach nad rzekami, P. l. hassama zamieszkuje lasy wyżej położone. Od dzikana rzecznego niekiedy oddziela dzikana zaroślowego bariera ekologiczna, czego przykładem jest rzeka Kongo. Na niektórych terenach jednak oba dzikany sąsiadują ze sobą sympatrycznie. Wtedy występuje między nimi separacja ekologiczna: dzikan zaroślowy umiejscawia się w lasach na wyżej położnych terenach niż dzikan rzeczny. Zwierzę radzi sobie także w siedliskach zmodyfikowanych ręką człowieka, uprawiającego kukurydzę, trzcinę, orzeszki ziemne czy fasolę. Dzikan zaroślowy osiąga zagęszczenie od 0,3 do 0,5 osobnika na km² wedle badań z Afryki Południowej. Areał liczy od 3,8 do 10,1 km² ze średnią 7,2 km².
Świniowate są wszystkożerne. Dotyczy to także dzikana zaroślowego. Spożywa on korzenie i bulwy, zjada zboża i owoce, nie pogardza grzybami. Pożera jaja, bezkręgowce, ptaki i niewielkich rozmiarów ssaki, nie gardząc padliną. Poszukuje larw i pierścienic, ryjąc w ziemi. Zryć potrafi w krótkim czasie znaczny obszar. W Ugandzie dzikany zaroślowe podążają za stadami małpokształtnych żerujących na rosnących na drzewach owocach, by konsumować upadające im owoce. Podobne zachowania wykazuje dzikan rzeczny. Jak swoi krewni, dzikan dysponuje zaledwie niezłym wzrokiem, ma natomiast dobry węch i słuch.
Dzikan zaroślowy odgrywa istotną rolę w rozsiewaniu nasion.
Na dzikana zaroślowego polują drapieżniki, do których zaliczają się człowiek rozumny, lew afrykański, lampart, krokuta cętkowana, a także pytony i orły. Nie mogąc ratować się ucieczką, dzikan broni się przed agresorem, a dotyczy to zwłaszcza odyńca czy maciory broniącej swych prosiąt. Do zagrożenia ustawia się przodem bądź bokiem, uderza ryjem i czołem, stroszy grzbiet.

## Zagrożenia i ochrona
Populacja jest stabilna, choć lokalnie mogą występować spadki liczebności.
Dzikan zaroślowy to gatunek najmniejszej troski. IUCN po raz pierwszy wypowiedziała się na temat tego gatunku w 1996, przyznając mu status niskiego ryzyka / najniższej troski. W 2008 ponownie określono dzikana zaroślowego jako gatunek najmniejszej troski, co powtórzono w 2016. Uzasadnia to szeroki zasięg występowania. Nieznane są też istotne zagrożenia, które mogłyby prowadzić do znacznego spadku jego populacji. Niemniej zasięg jest rozczłonkowany, a poza obszarami chronionymi świniowaty ten występuje rzadko. Poluje się na niego dla mięsa oraz celem zabicia go, jako że rolnicy traktują ryjącego na polach dzikana zaroślowego jako szkodnika, a także z uwagi na przenoszone choroby, jak nagana, śpiączka afrykańska czy afrykański pomór świń. Nie szkodzi mu natomiast wylesianie i przekształcanie lasów w tereny uprawne. Lokalnie podejmowane są środki kontroli jego liczebności, kiedy konkuruje z rolnikami na ich plonach. Jednakże nocny tryb życia dzikana i jego znaczna rozrodczość utrudniają usunięcie go z obszarów, gdzie wchodzi w konflikty z rolnikami. IUCN obawia się jednak, że narastająca presja ze strony rosnącej populacji człowieka może w przyszłości zagrozić dzikanowi zaroślowemu. Niemniej zasiedla on liczne obszary objęte ochroną.